# Evciler
Evciler là một huyện thuộc tỉnh Afyonkarahisar, Thổ Nhĩ Kỳ. Huyện có diện tích 141 km² và dân số thời điểm năm 2007 là 8609 người, mật độ 61 người/km².